# Bhawanipatna
Bhawanipatna ist die Hauptstadt des Distrikts Kalahandi im Westen des indischen Bundesstaats Odisha.
Bhawanipatna liegt in den Ostghats. Der Fluss Tel strömt 20 km westlich der Stadt in nördlicher Richtung. Die nationale Fernstraße NH 201 (Nabarangpur–Bargarh) führt durch die Stadt. Zum 220 km nordwestlich gelegenen Raipur führt von Bhawanipatna eine Hauptstraße.
Bhawanipatna war früher die Hauptstadt des Fürstenstaats Kalahandi.
Bhawanipatna besitzt als Stadt den Status einer Municipality. Die Stadt ist in 20 Wards gegliedert.
Beim Zensus 2011 betrug die Einwohnerzahl 69.045.